# Zions Kirke
|  | Der findes også en Sions Kirke i København |
Zions kirke er en kirke på Nygårdsvej i Esbjerg. Den blev opført i 1914 og ligger i Zions Sogn.
Kirken, som er søfolkenes særlige kirke, blev tegnet af arkitekten Johannes Magdahl Nielsen, der blandt andet også stod bag Vanløse Kirke ved København, og består af et langhus med et tredelt kor i øst, et sideskib mod syd, og et tårn i sydvesthjørnet. Alt er opført i røde teglsten, og beklædt med rødt tegltag, bortset fra den øverste del af tårnet, der har kobbertag. Selve hovedskibet har indvendigt tøndehvælv, medens sideskibet har fladt træloft.

## Inventar
Prædikestolen er muret, og altertavlen udgøres af et maleri af ”Stormen på Geneserat” udført af Kræsten Iversen i 1930
Det oprindelige orgel blev bygget i 1921 af Th. Frobenius og Co, men blev i 1950 udskiftet med et bygget af Troels Krohn i Hillerød, med genbrug af nogle af de gamle orgelpiber. 

Kirken har to kirkeskibe. Det ene er en navnløs fregat opstillet 1914-18 i glasmontre, medens den andet er en fregat ved navn "Zion", givet af Broderkredsen på havet i 1920.

I 2003-2004 gennemgik kirken en omfattende restaurering, hvor der blandt andet blev anskaffet mere komfortable stolerækker med indbyggede højtalere, elektroniske salmenummertavler, samt lysere vinduer.
- Kirken mod alteret
- De nye kirkebænke fra 2004.
- Alterbilledet malet af Kresten Iversen i 1932
- Orglet fra 1950

## Eksterne kilder og henvisninger
- Wikimedia Commons har flere filer relateret til Zions Kirke
- Zions Kirke Arkiveret 31. januar 2011 hos  Wayback Machine hos nordenskirker.dk
- Zions Kirke hos KortTilKirken.dk
- Zions Kirke i bogværket Danmarks Kirker (udg. af Nationalmuseet)